# Општина Чинку (Брашов)
Чинку (рум. Cincu) општина је у Румунији у округу Брашов.
Oпштина се налази на надморској висини од 578 m.